# فن لوثري

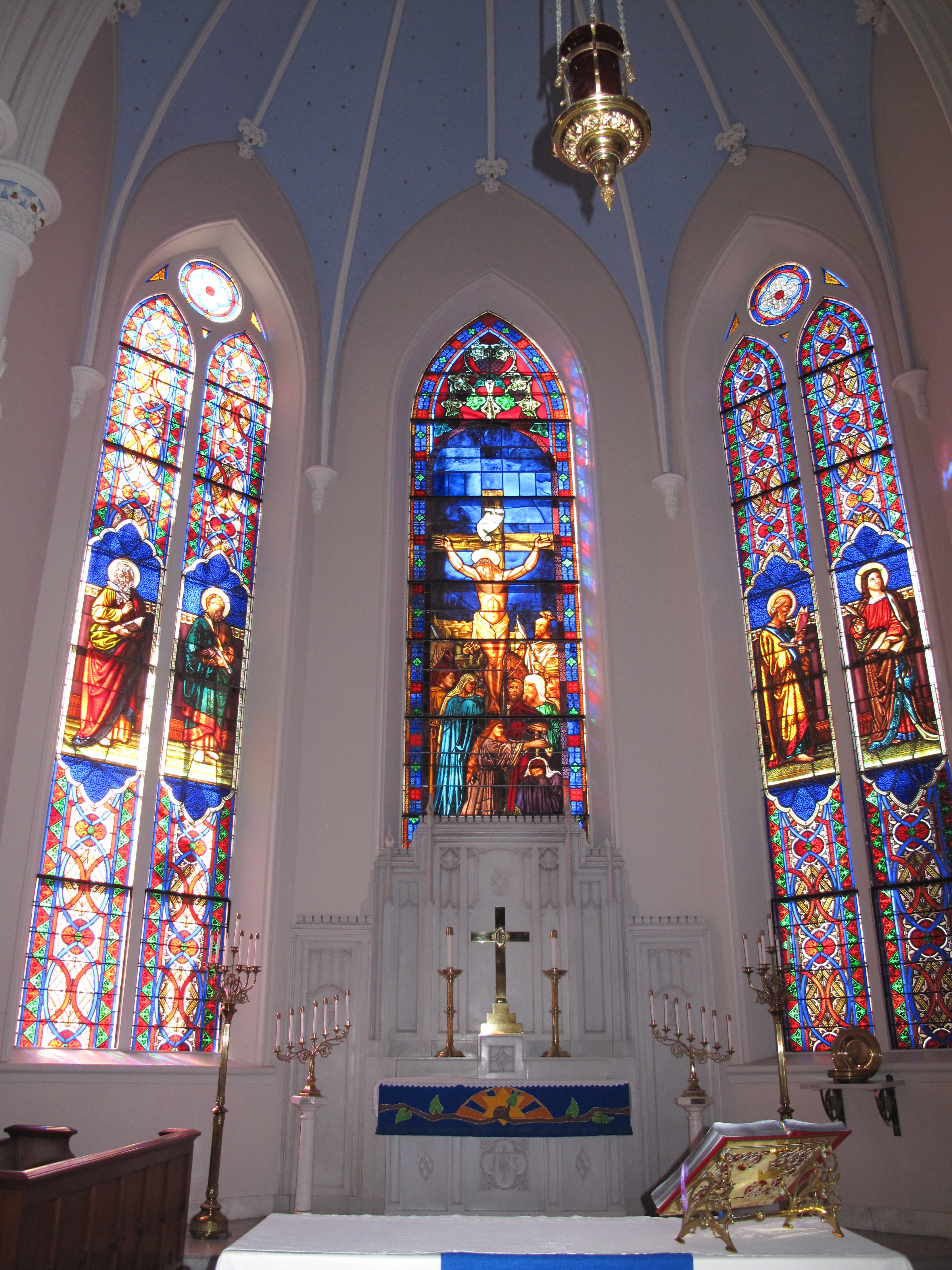

يتضمن الفن اللوثري جميع أنواع الفن الديني الذي أنتجه اللوثريون والكنائس اللوثرية. يشمل الفن اللوثري كلًا من النحت والرسم والعمارة. نشأ العمل الفني في الكنائس اللوثرية كعلامة مميزة للإيمان خلال عصر الإصلاح، وحاول توضيح وإكمال وتصوير تعاليم اللاهوت اللوثري بشكل ملموس.

## عصر الإصلاح
شجع مارتن لوثر عرض بعض الصور الدينية في الكنائس، فقد رأى أن الكنيسة الإنجيلية هي استمرار «للكنيسة الرسولية القديمة». دافع لوثر عن استخدام «الصور وأهميتها كأدوات للتعليم والمساعدة على الإخلاص»، مشيرًا إلى أنه «إذا لم تكن صورة المسيح في قلبي خطيئة بل أمرًا جيدًا فلماذا ستكون خطيئة رؤيتها بعيني».
أصبح موقف لوثر تجاه الصور أكثر إيجابية بعد أن بدأ نزاعه مع أندرياس كارلستادت في عام 1521. ترك لوثر كارلستادت مسؤولًا عن كنيسته في فاتبورغ عندما ذهب إلى التراجع في وارتبورغ، لكن كارلستاد قدم إصلاحًا أكثر راديكالية بكثير مما وافق لوثر، وتضمن إصلاحه هذا إزالة جميع الصور الدينية من الكنائس. كما هو الحال مع البرامج الكالفينية اللاحقة للتدمير الكامل للصور، أثار هذا معارضة أكثر شعبية من الجوانب الأخرى للابتكارات الراديكالية، وكان دعم لوثر للصور في جزء منه محاولة لتمييز مواقفه عن المواقف الأكثر راديكالية، بالإضافة إلى محاولته تجنب إثارة المعارضة بشأن قضية لم يعتبرها مركزية.
فهم لوثر أيضًا قيمة قطع الخشب البدائية والمثيرة للجدل في معركة الدعاية، وطلب بعضًا منها بنفسه. يبدو أنه قد عمل شخصيًا مع الفنانين لتطوير التراكيب التعليمية التي استُخدمت كأغلفة للكتب، بما في ذلك كتاب لوثر المقدس الذي كان يمتلك غلافًا دقيق الصنع في كل النسخ والمطبوعات المبكرة والنسخ الزيتية الصغيرة نسبيًا. تُعد لوحة القانون والإنجيل (1529) للرسام اللوثري لوكاس كراناخ الأكبر، أقدم لوحة من هذا النوع، وقد رُسمت بإصدارات مختلفة وتحولت إلى قطع خشبية. تشترك العديد منها في تركيبة مماثلة، إذ تقسمها شجرة إلى قسمين يمكن إيجادها في العديد من المطبوعات الجدلية، وعادة ما يكون هناك جاني سيء وجانب جيد. غالبًا ما يوَضح التعليم المسيحي اللوثري، الذي يعد وسيلة مهمة لنشر التعاليم اللوثرية بين الأبرشيات، باستخدام النقوش الخشبية وكتب الصلاة والأدب الديني الآخر.
وضعت القوانين المحلية، في بداية انتشار اللوثرية إلى الأراضي الألمانية في العشرينيات والثلاثينيات من القرن السادس عشر، مجموعة متنوعة من العلاجات للصور الموجودة في الكنائس، حيث لم يُقال شيء كما هو الحال في بعض الأحيان، ويُفترض أنه كان من المقصود الاحتفاظ بصور عديدة. على سبيل المثال، في الكنائس اللوثرية في نورمبرغ، «قدمت المذابح الجانبية والبيوت المقدسة وأضرحة القديسين (وما تزال تقدم) الخلفية البصرية للعبادة الإنجيلية». أُزيلت في مكان آخر جميع الصور اعتمادًا على آراء الحاكم أو المجلس، مثلما هو الحال في هسن عام 1526، على الرغم من ان مارتن لوثر اعترض على هذا القرار ولكن اعتراضه هذا كان غير فعال. حددت بعض المراسيم أنه يجب فقط إزالة «بعض الصور القريبة من مكان ممارسة عبادة معينة أو قبل إحياء ممارسة معينة وثنية أو تكريم خاص مع الشموع والأضواء»، ولكنها شددت أيضًا على أنه «قد لا نكون محاربين للأيقونات»، على حد تعبير مرسوم هامبورغ لعام 1529. أُصدر أمر قضائي في براندنبورغ للاحتفاظ «بالمذابح...الصور واللوحات» وفي فورتمبيرغ، استعيدت أو استُبدلت الصور التي جرى تجاهلها أو إتلافها. سوت معاهدتا أوغسبورغ إنترم ولايبزغ إنترم القضية، وصرحتا بأن الفن المقدس يجب الحفاظ عليه في الكنائس اللوثرية، على الرغم من أنه لن يكون النقطة المحورية للعبادة، مما جعل الموقف اللوثري وسيلة عبر وسائل الإعلام بين ما اعتبره اللاهوتيون اللوثريون على أنه «عبادة الأصنام الرومانية الكاثوليكية» و «تحطيم الأيقونات الكالفينية».